# Ralph Hartley
Ralph Vinton Lyon Hartley (30 de novembro de 1888 — 1 de maio de 1970) foi um engenheiro eletrônico estadunidense. Inventou o oscilador de Hartley e a transformada de Hartley e contribuiu para os fundamentos da teoria da informação.

## Biografia
Hartley nasceu em Sprucemont, Nevada, e frequentou a Universidade de Utah, recebendo um diploma em 1909. Ele se tornou um bolsista Rhodes no Saint John's College (Oxford), Universidade de Oxford, em 1910 e recebeu um diploma de bacharelado em 1912. Casou-se com Florence Vail, do Brooklyn, em 21 de março de 1916. Os Hartleys não tiveram filhos.
Ele voltou para os Estados Unidos e foi funcionário do Laboratório de Pesquisa da Western Electric Company. Em 1915, ele foi responsável pelo desenvolvimento do receptor de rádio para os testes de radiotelefonia transatlântica do Bell System. Para isso, ele desenvolveu o oscilador Hartley e também um circuito neutralizador. Uma patente para o oscilador foi depositada em 1 de junho de 1915 e concedida em 26 de outubro de 1920.
Durante a Primeira Guerra Mundial, Hartley estabeleceu os princípios que levaram aos localizadores direcionais de tipo de som.
Após a guerra, ele voltou para a Western Electric. Mais tarde, ele trabalhou na Bell Laboratories. Ele realizou pesquisas sobre repetidores e transmissão de voz e portadora e formulou a lei "que a quantidade total de informações que podem ser transmitidas é proporcional à faixa de freqüência transmitida e ao tempo de transmissão". Seu artigo de 1928 é considerado "o único pré-requisito mais importante" para a teoria da informação de Shannon. Após cerca de 10 anos doente, ele retornou ao Bell Labs em 1939 como consultor.
Apesar de sua doença durante a maior parte da década de 1930, Hartley formou um grupo de pesquisa teórica e experimental na Bell Laboratories começando em 1929 para investigar as oscilações não lineares e o que mais tarde ficou conhecido como amplificadores paramétricos. Esta pesquisa foi principalmente paralela ao trabalho que estava sendo feito ao mesmo tempo na Rússia Soviética por Leonid Mandelstam e na Europa por Balthasar van der Pol. Uma breve revisão e extensa bibliografia foi publicada por Mumford em 1960. O trabalho dos Laboratórios Bell foi realizado sob a orientação de Hartley durante as décadas de 1930 e 1940 por John Burton e Eugene Peterson (que haviam iniciado investigações de circuitos não lineares já em 1917 quando observaram características incomuns enquanto trabalhavam com Moduladores magnéticos EFW Alexanderson, uma forma inicial de amplificador magnético). Peterson mais tarde envolveu John Manley e Harrison Rowe nesta linha de pesquisa durante a década de 1940, que culminou nas agora famosas relações Manley-Rowe e vários artigos dos dois últimos autores sobre o tema dos circuitos paramétricos em meados dos anos 1950.
Durante a Segunda Guerra Mundial, ele esteve particularmente envolvido com problemas de servomecanismo.
Ele se aposentou do Bell Labs em 1950 e morreu em 1º de maio de 1970.

## Publicações (em inglês)
Provavelmente incompleto.
- Hartley, R.V.L., "The Function of Phase Difference in the Binaural Location of Pure Tones," Physical Review, Volume 13, Issue 6, pp 373–385, (June 1919).
- Hartley, R.V.L., Fry T.C.,"The Binaural Location of Pure Tones", Physical Review, Volume 18, Issue 6, pp 431 – 442, (December 1921).
- Hartley, R.V.L., "Relations of Carrier and Side-Bands in Radio Transmission", Proceedings of the IRE, Volume 11, Issue 1, pp 34 – 56, (February 1923).
- Hartley, R.V.L., "Transmission of Information", Bell System Technical Journal, Volume 7, Number 3, pp. 535–563, (July 1928).
- Hartley, R.V.L., "A Wave Mechanism of Quantum Phenomena", Physical Review, Volume 33, Issue 2, Page 289, (1929) (abstract only)
- Hartley, R.V.L., "Oscillations in Systems with Non-Linear Reactance", The Bell System Technical Journal, Volume 15, Number 3, pp 424 – 440, (July 1936).
- Hartley, R.V.L., "Excitation of Raman Spectra with the Aid of Optical Catalysers", Nature, Volume 139, pg 329 - 329, (20 February 1937)
- Hartley, R.V.L., "Steady State Delay as Related to Aperiodic Signals", Bell System Technical Journal, Volume 20, Number 2, pp 222 – 234, (April 1941).
- Hartley, R.V.L., "A More Symmetrical Fourier Analysis Applied to Transmission Problems," Proceedings of the IRE, Volume 30, Number 2, pp. 144–150 (March 1942).
- Hartley, R.V.L., "Note on the Application of Vector Analysis to the Wave Equation", Journal of the Acoustical Society of America, Volume 22, Issue 4, pg 511, (1950).
- Hartley, R.V.L., "The Significance of Nonclassical Statistics", Science, Volume 111, Number 2891, pp 574 – 576, (May 26, 1950)
- Hartley, R.V.L., "Matter, a Mode of Motion", Bell System Technical Journal, Volume 29, Number 3, pg 350 - 368, (July 1950).
- Hartley, R.V.L., "The Reflection of Diverging Waves by a Gyrostatic Medium", Bell System Technical Journal, Volume 29, Number 3, pp 369 – 389, (July 1950),
- Hartley, R.V.L., "A New System of Logarithmic Units", Proceedings of the IRE, Volume. 43, Number 1, pg 97, (January 1955).
- Hartley, R.V.L., "New System of Logarithmic Units", Journal of the Acoustical Society of America, Volume 27, Issue 1, pp 174 – 176, (1955)
- Hartley, R.V.L., "Information Theory of The Fourier Analysis and Wave Mechanics", August 10, 1955, publication information unknown.
- Hartley, R.V.L., "The Mass of a Wave Particle", July 30, 1955, unpublished manuscript, copies available from the Niels Bohr Library & Archives, American Institute of Physics, College Park MD
- Hartley, R.V.L., "The Mechanism of Gravitation", January 11, 1956, unpublished manuscript; copies available from the Niels Bohr Library & Archives, American Institute of Physics, College Park MD
- Hartley, R.V.L., "The Mechanism of Electricity and Magnetism", June 14, 1956, unpublished manuscript, copies available from the Niels Bohr Library & Archives, American Institute of Physics, College Park MD
- Hartley, R.V.L., "Rotational Waves in a Turbulent Liquid", Journal of the Acoustical Society of America, Volume 29, Issue 2, pp 195 – 196, (1957)
- Hartley, R.V.L., "A Mechanistic Theory of Extra-Atomic Physics", Philosophy of Science, Volume 26, Number 4, pp 295 – 309, (October 1959)

## Patentes
- Patente E.U.A. 1 356 763 26 de outubro de 1920: Oscillation Generator
- Patente E.U.A. 1 666 206 17 de abril de 1928: Modulation System